# アスペクト (ゲーム会社)
株式会社アスペクト（英: Aspect Co., Ltd.）は、かつて存在した日本の企業。コンピューターゲームソフトウェアの企画・開発及びこれらの受託を主な事業内容としていた。

## 概要
1991年3月25日に設立。当初はゲームギアやスーパーファミコンのタイトルの開発を手がけていたが、後にセガサターンやPlayStationなど、他の家庭用ゲーム機のソフトも手がけるようにもなった。企画からグラフィック、プログラムなどの各工程を自社内で行える環境を持ち、約400タイトルの開発実績があり、2008年1月期には7億8200万円の売上があった。公式サイトでは、セガゲームスなど発売元との関係上、開発タイトルを公表していなかった。また、コンピュータエンターテインメント協会にも加盟していた。
しかし、2008年に発生したリーマン・ショックや、スマートフォンゲームの台頭による家庭用ゲーム機の低迷や同業者間の競争などから業績が悪化。このため、スマートフォンゲームの開発に注力するなどしたが、2017年4月期の売上は4億円台までに落ち込んだ。
同業者間の競争激化や人件費の高騰などにより経営改善には至らず、2018年10月31日に東京地方裁判所から破産手続開始決定を受けた。アスペクトが運営し、かつ破産手続開始決定当日にメンテナンス並びにアップデートを実施予定だった『突破 Xinobi Championship』は、当日に公式サイトやtwitterでメンテナンス並びにアップデートを延期する旨の発表を行い、翌11月1日にtwitterにて破産手続開始を発表した。

## 沿革
- 1991年（平成3年）3月25日 - 設立。同時にゲームギア用ソフトの開発を開始。
- 1994年（平成6年）7月 - キッズコンピュータ・ピコ用ソフトの開発を開始。
- 1996年（平成8年）8月 - アーケードゲームタイトルの開発を開始。
- 1997年（平成9年）
  - 7月 - セガサターン並びにPlayStation用ソフトの開発を開始。
  - 11月 - 初の自社発売ソフトとなる『ガイアブリーダー』を発売。
- 2002年（平成14年）5月 - 携帯電話向けコンテンツの開発を開始。
- 2003年（平成15年）7月 - 電子玩具の開発を開始。
- 2005年（平成17年）
  - 5月 - 本社を豊島区東池袋1丁目の池袋原ビルから豊島区東池袋3丁目のNBF池袋イースト 14階へ移転。
  - 8月 - 岩手県北上市に北上サテライトオフィスを開設（2011年（平成23年）3月閉鎖）。
- 2018年（平成30年）10月31日 - 東京地方裁判所から破産手続開始決定を受ける。
- 2022年（令和4年）10月19日 - 法人格消滅。